# EvoPro Racing
A EvoPro Racing é uma equipe irlandesa de ciclismo da UCI Continental que se concentra em corridas de bicicleta de estrada .  A equipe irlandesa é dirigida pelo ex-profissional Morgan Fox. 

## Palmarés
2019
Gravel and Tar, Luke Mudgway
Geral da New Zealand Cycle Classic, Aaron Gate
Etapa 1, Aaron Gate
Etapa 1 Belgrado Banjaluka, Aaron Gate
Etapa 2 e 3 Belgrado Banjaluka, Wouter Wippert
Etapa 3 Tour Rhône-Alpes Isère, Harry Sweeny
Etapa 5 Tour de Hongrie, Wouter Wippert